# Michele Serena
Michele Serena (ur. 10 marca 1970 w Wenecji) – włoski piłkarz grający podczas kariery na pozycji obrońcy.

## Kariera klubowa
Karierę piłkarską Michele Serena rozpoczął w czwartoligowym klubie Calcio Mestre w 1986 roku. W następnym roku przeszedł do występującej w tej samej klasie rozgrywkowej SSC Venezia. Z klubem z Wenecji awansował do Serie C1 w 1988 roku. Dobra gra w Wenecji zaowocowała transferem do Juventusu w październiku 1989 roku. Z klubem z Turynu zdobył Puchar Włoch oraz Puchar UEFA w sezonie 1989-90. Nie mogąc wywalczyć miejsca w podstawowym składzie bianconerich Serena odszedł w październiku 1990 do trzecioligowej Monzy. Bilans jego występów w Juventusie to 4 mecze ligowe. W 1991 przeszedł do pierwszoligowego Hellasu Verona.
Przełomem w jego karierze było przejście do Sampdorii. W Sampdorii występował przez trzy lata do 1995 roku. Z Sampdorią zdobył Puchar Włoch w 1994 roku. Bilans jego występów w Sampdorii to 92 mecze i 1 bramka. W 1995 przeszedł do Fiorentiny. W klubie z Florencji grał przez trzy lata i walczył z nim swój trzeci Puchar Włoch oraz Superpuchar Włoch w 1996 roku. W 1998 zdecydował się na transfer do hiszpańskiego Atlético Madryt. W klubie z Madrytu występował przez sezon i wystąpił w 35 meczach ligowych i strzelił 3 bramki. W 1999 powrócił do Włoch do AC Parma. W Parmie grał przez pół roku i w styczniu 2000 roku przeszedł do Interu Mediolan.
W Interze Serena zadebiutował 9 lutego 2000 w wygranym 3-1 meczu z Cagliari Calcio w Pucharze Włoch. W Interze Serena grał do końca kariery do 2003 roku, choć ostatni raz w barwach Interu zagrał 30 marca 2002 roku w meczu ligowym z Fiorentiną. Z Interem dotarł do finału Pucharu Włoch 2000 i zajął trzecie miejsce w Serie A w 2002. Ogółem w barwach Interu wystąpił w 34 meczach (25 w lidze, 4 w europejskich pucharach oraz 5 w Pucharze Włoch).

## Kariera reprezentacyjna
Michele Serena występował reprezentacji Włoch w 1998 roku. Jedyny raz w squadre azzura wystąpił 5 września 1998 w wygranym 2-0 meczu eliminacji Euro 2000 z Walią.

## Kariera trenerska
Po zakończeniu kariery piłkarskiej Michele Serena został trenerem. W latach 2008–2009 był trenerem trzecioligowego SSC Venezia. W sezonie 2009–2010 był trenerem drugoligowego AC Mantova.